# Marienkirche (Nübel)

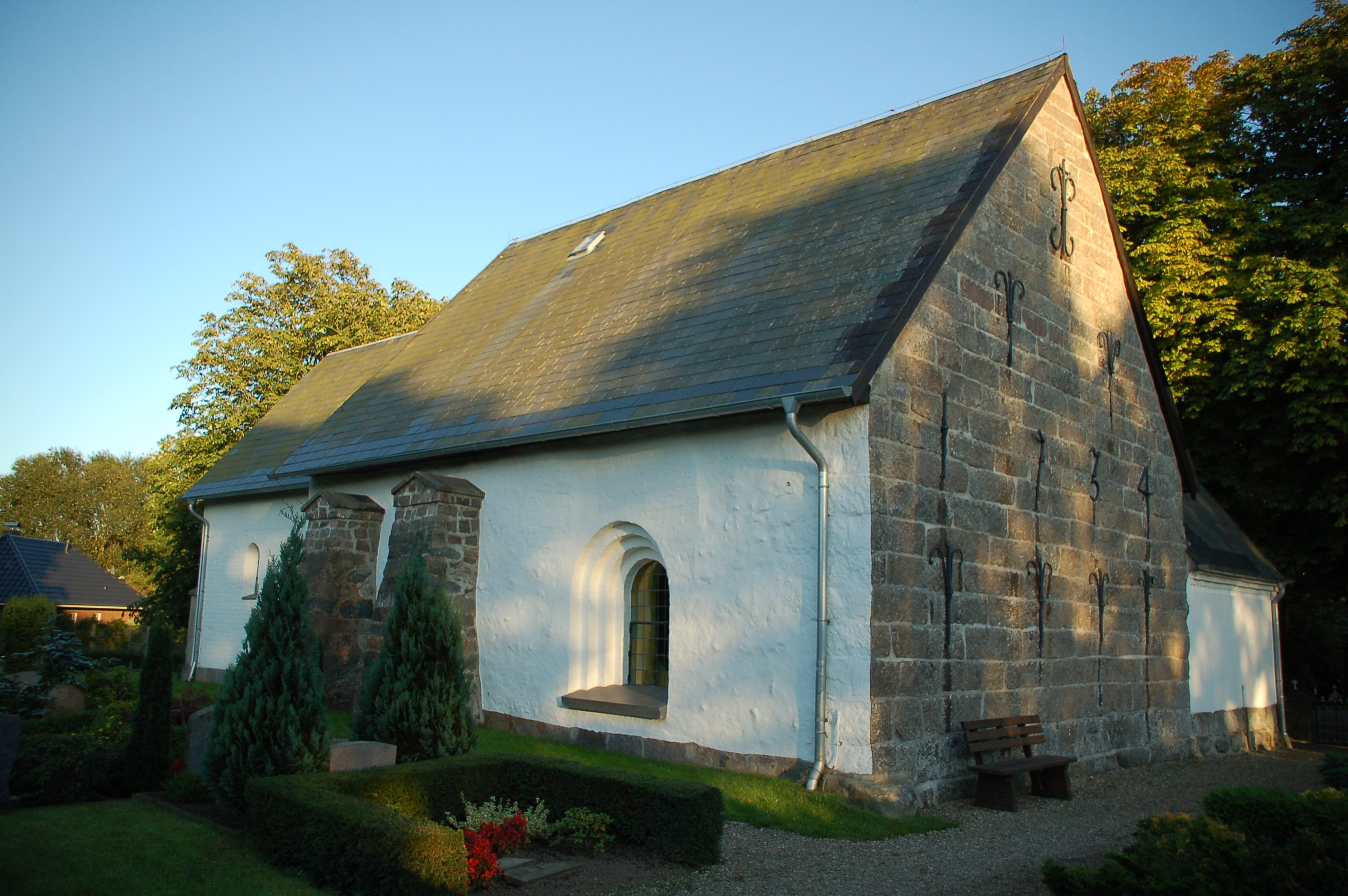
Ansicht von Nordwesten

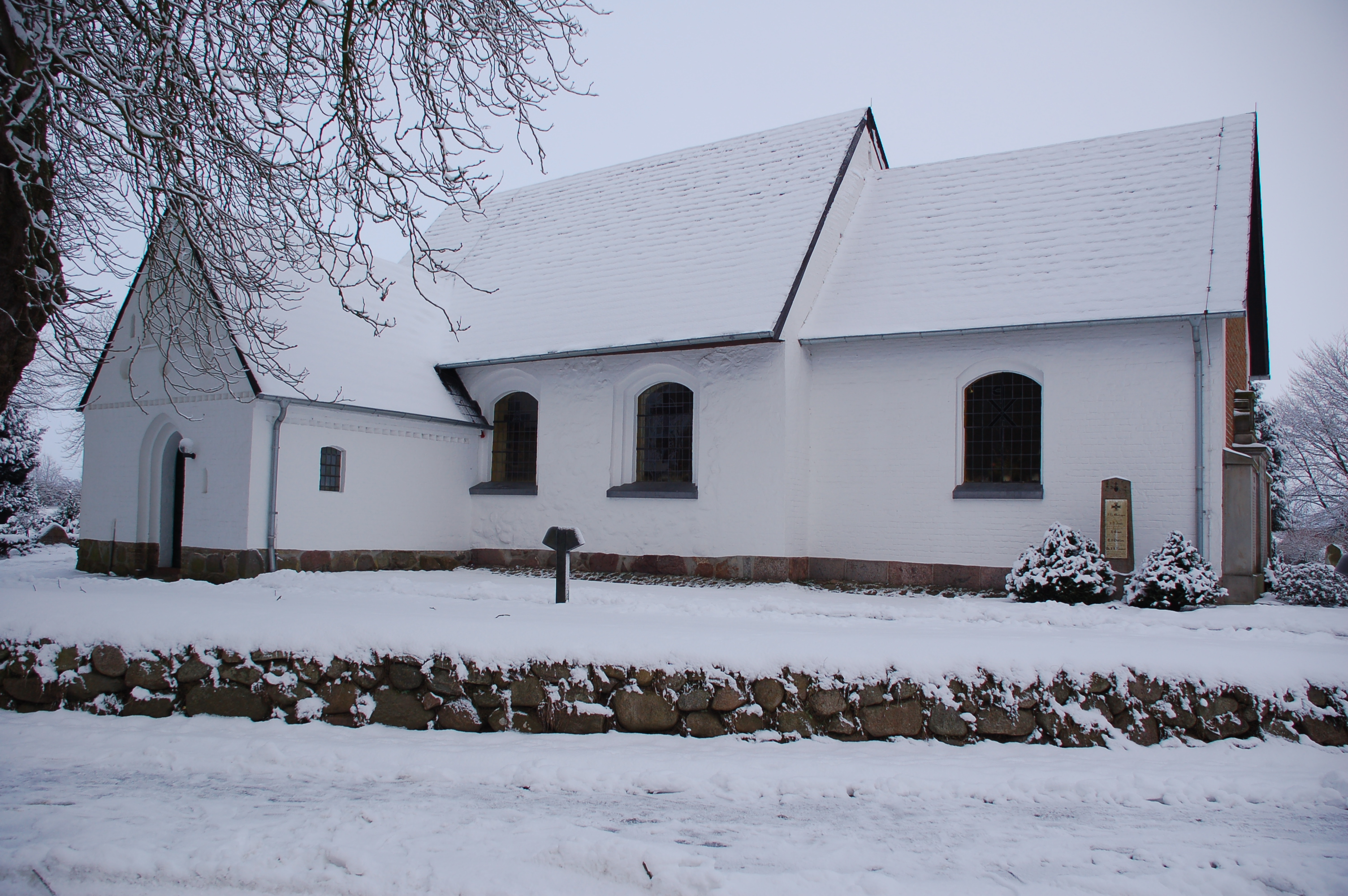
Ansicht von Südosten

Die Marienkirche ist eine denkmalgeschützte Dorfkirche in der Ortschaft Nübel im Kreis Schleswig-Flensburg in Schleswig-Holstein. Sie ist an nördlicher und westlicher Seite von einem Friedhof umgeben; an der südlichen und östlichen Seite wird das Gelände durch eine Feldsteinmauer begrenzt. Die Kirche bietet Platz für bis zu 120 Besucher. Sie gehört der Kirchengemeinde Nübel in der Evangelisch-Lutherischen Kirche in Norddeutschland. Seit dem 15. August 2019 ist das Bauwerk, dessen Dach als akut einsturzgefährdet gilt, gesperrt.

## Geschichte
Bischof Waldemar von Schleswig gründete 1191/92 das Zisterzienserkloster Guldholm am Langsee. Den dort lebenden Mönchen übertrug er den Zehnten aus dem Kirchspiel Nübel. Die kleine Kirche bestand damals entweder bereits oder war im Bau. Das Patronat lag beim Schleswiger Domkapitel, somit muss auch dort die Bauherrschaft gelegen haben.

## Bau der Kirche
Am Schleswiger Dom begann man etwa ab 1180 die Querschiffflügel mit Backsteinen zu bauen. Mit dieser seinerzeit neuen Bautechnik wurden auch der Chor und die Ostwand des Schiffes in Nübel mit dem engen runden Chorbogen und den ihn flankierenden Nebenaltarnischen errichtet. Die Nübeler Kirche kann somit als ältester Backsteinbau Angelns angesehen werden.
Da die örtlichen Bauleute mit dieser Technik nicht vertraut waren, erfolgte der anschließende Weiterbau in der bisher üblichen Feldsteinbauweise. Romanische kleine Rundbogenfenster finden sich heute nur noch an der Nord- und der Ostwand des Chores sowie an der Nordseite des Schiffes. Die großen, von vielfach gestuften Backsteinlaibungen eingefassten Segmentbogenfenster sowie das spitzbogige Südportal mit dem großen spätgotischen Vorhaus entstanden etwa im 15. Jahrhundert.
Noch etwas später, etwa um 1500, ersetzte man die flachen Balkendecken durch die heute den Innenraum prägenden, tief ansetzenden Kreuzrippengewölbe und baute in die Nordwestecke eine Wendeltreppe ein. Schäden am Mauerwerk führten zum Anbau von zwei kräftigen Stützpfeilern aus Granit und 1734 zur Granitverblendung der Westwand. Die Jahreszahl ist durch Zieranker dargestellt.

## Ausstattung
Erhaltene Reste der mittelalterlichen Ausstattung sind zum einen spätgotische Holzplastiken einer St. Jürgengruppe und eines heiligen Dionysius, die sich heute im Landesmuseum für Kunst und Kulturgeschichte auf Schloss Gottorf in Schleswig befinden, zum anderen die Kuppa der romanischen Steintaufe, die heute ein Exponat im Stadtmuseum Schleswig ist.
An der Brüstung der spätbarocken Kanzel von 1786 stehen Apostelfiguren in wallenden Gewändern. Das Kruzifix im Chorbogen, der Kronleuchter und die Altarleuchter sind handwerkliche Arbeiten neuerer Zeit (19. Jahrhundert), Lesepult und der Ständer der Taufschale sind Schmiedearbeiten des 20. Jahrhunderts.
Vor dem Altar liegt der Grabstein aus rotem Sandstein des 1673 verstorbenen Gerdt von der Lieth, Verwalter des Schleswiger Domkapitels, und seiner Frau. An der Nordwand des Schiffes erinnert die eichene, nach 1864 von Peter Clausen, Heineberg, geschnitzte Gedenktafel an die Opfer der schleswig-holsteinischen Erhebung 1848–51. Am Ausgang befindet sich ein achtseitiger, ausgehöhlter Eichenbalken als Opferstock, gesichert durch breite Eisenbänder und ein Vorhängeschloss, für welches drei Schlüssel benötigt werden, weshalb der Opferstock früher nur von den beiden Kirchenjuraten zusammen mit dem Pastor geöffnet werden konnte.

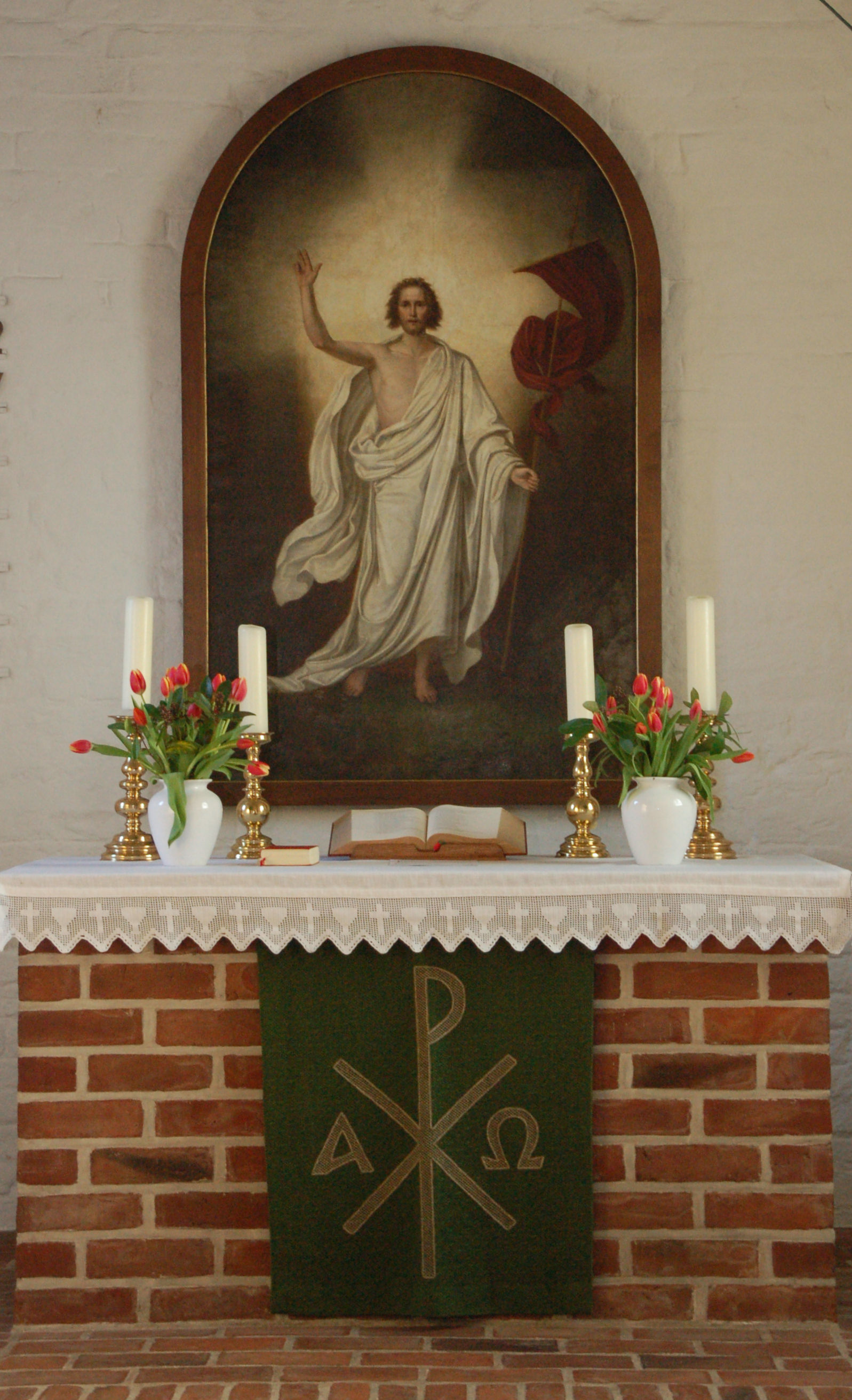
Altar
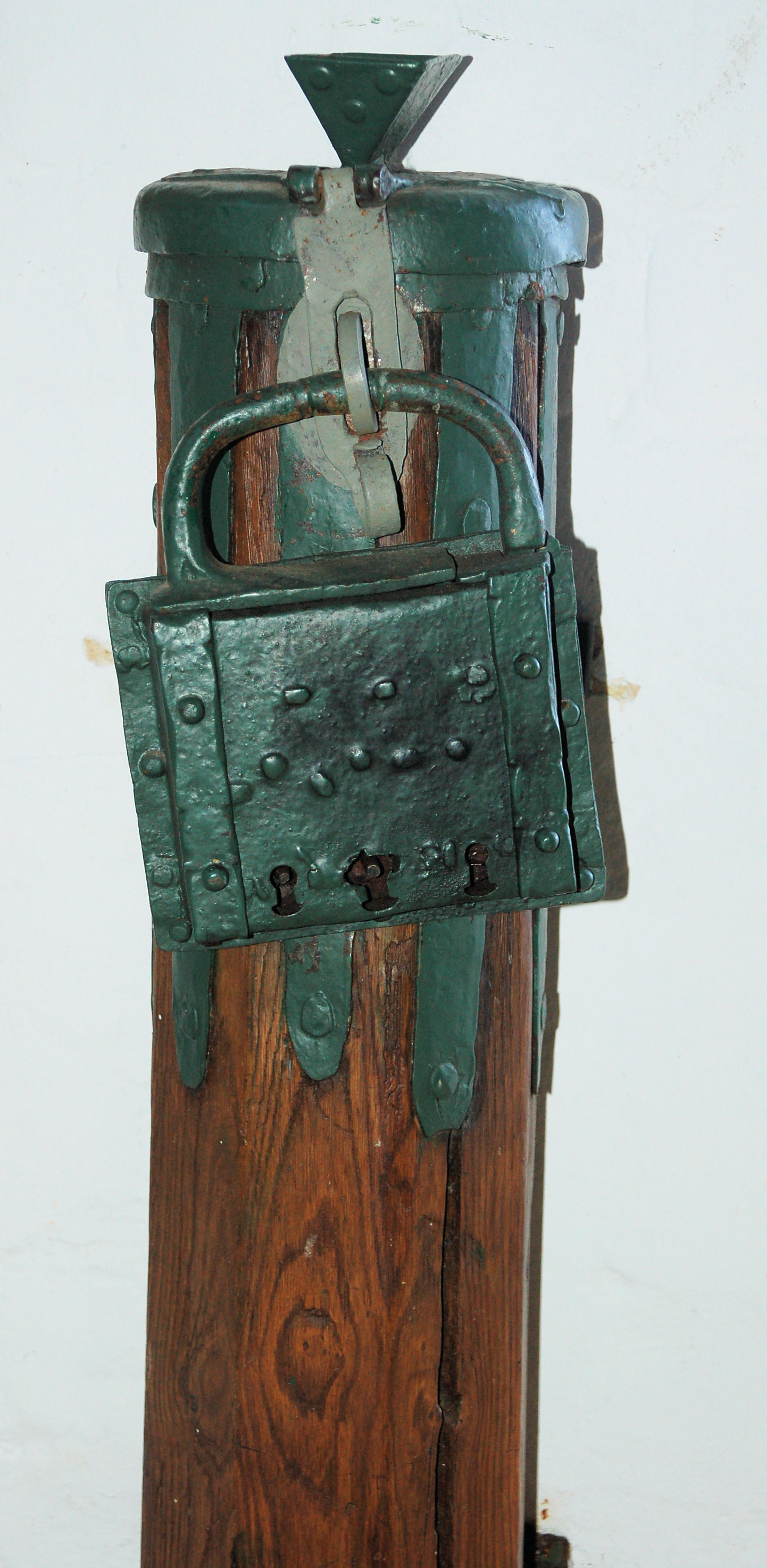
Opferstock
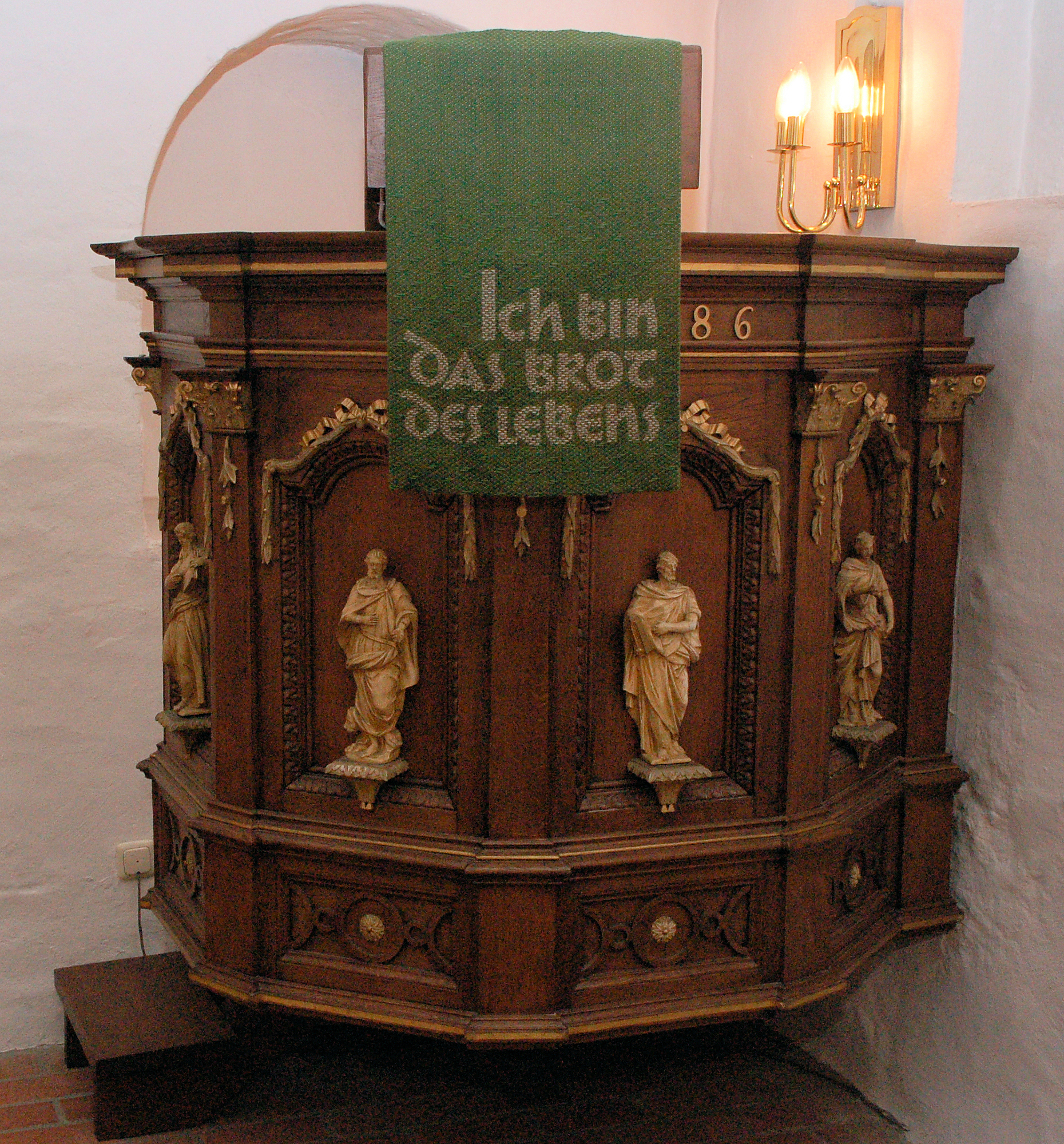
Kanzel von 1786

Das vom Berliner Maler Lange geschaffene Bild des auferstehenden Christus war einst Teil eines 1874 von der preußischen Regierung geschenkten neugotischen Altaraufsatzes.

## Orgel

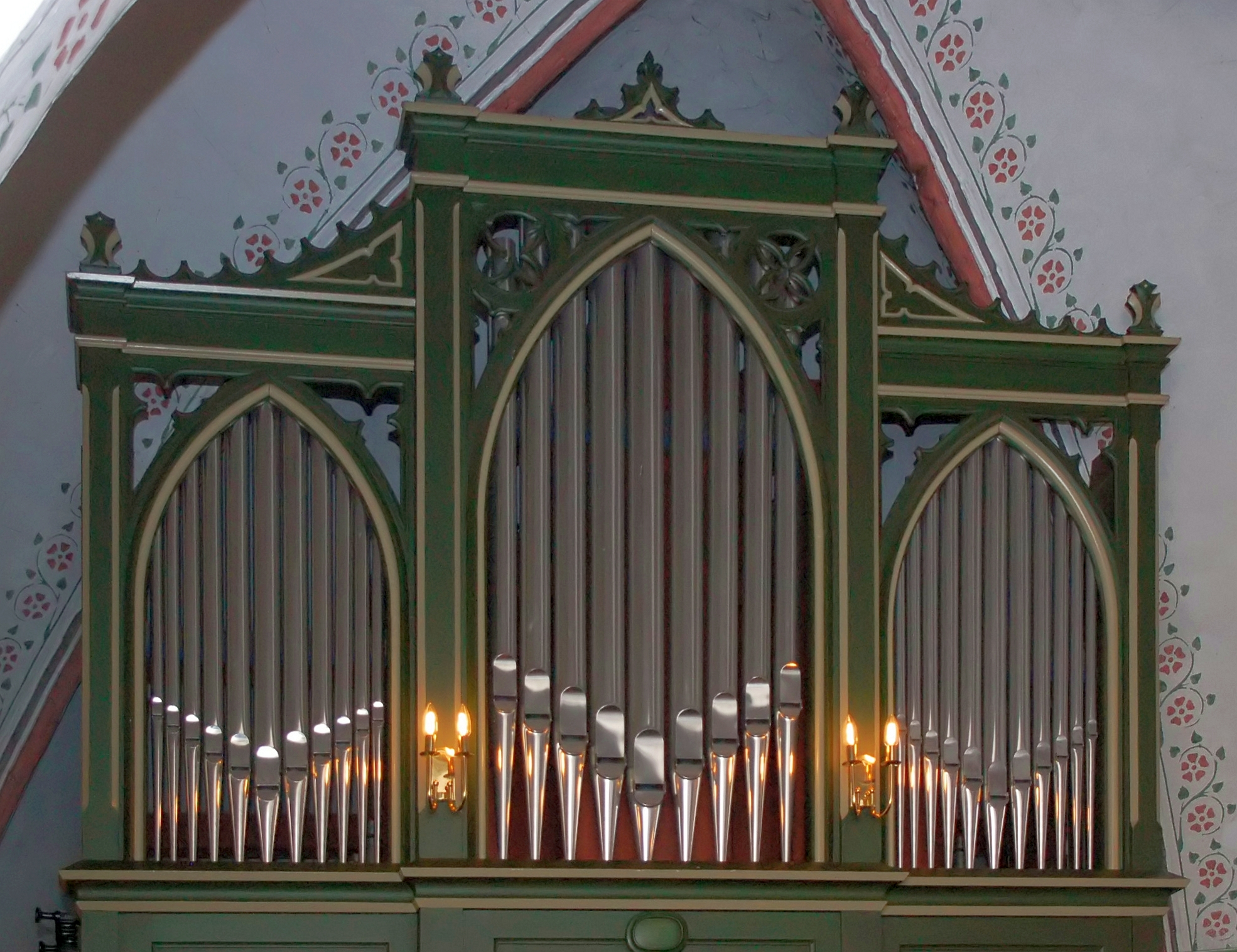
Orgelprospekt

Auf der 1787 eingebauten Westempore erklingt seit 1873 die Orgel der Werkstatt Marcussen, Apenrade, hinter einem neugotischen Prospekt. Das Instrument hat 7 Manualregister und ein Pedalregister. Die originalen Prinzipalpfeifen im Prospekt mussten im Ersten Weltkrieg abgegeben werden, sie wurden durch Blechpfeifen ersetzt. Seit 1991 erklingt das Register wieder mit Pfeifen aus Zinn.
| Manualwerk C– |                  |     |
| 1.            | Prinzipal        | 8′  |
| 2a.           | Bordun (Bass)    | 16′ |
| 2b.           | Bordun (Diskant) | 16′ |
| 3.            | Fugara           | 8′  |
| 4.            | Gedackt          | 8′  |
| 5.            | Oktav            | 4′  |
| 6.            | Rauschquinte II  |     |
| 7.            | Flöte            | 4′  |

| Pedal C– |      |     |
| 8.       | Bass | 16′ |

- Koppel: Pedalkoppel

## Glockenturm

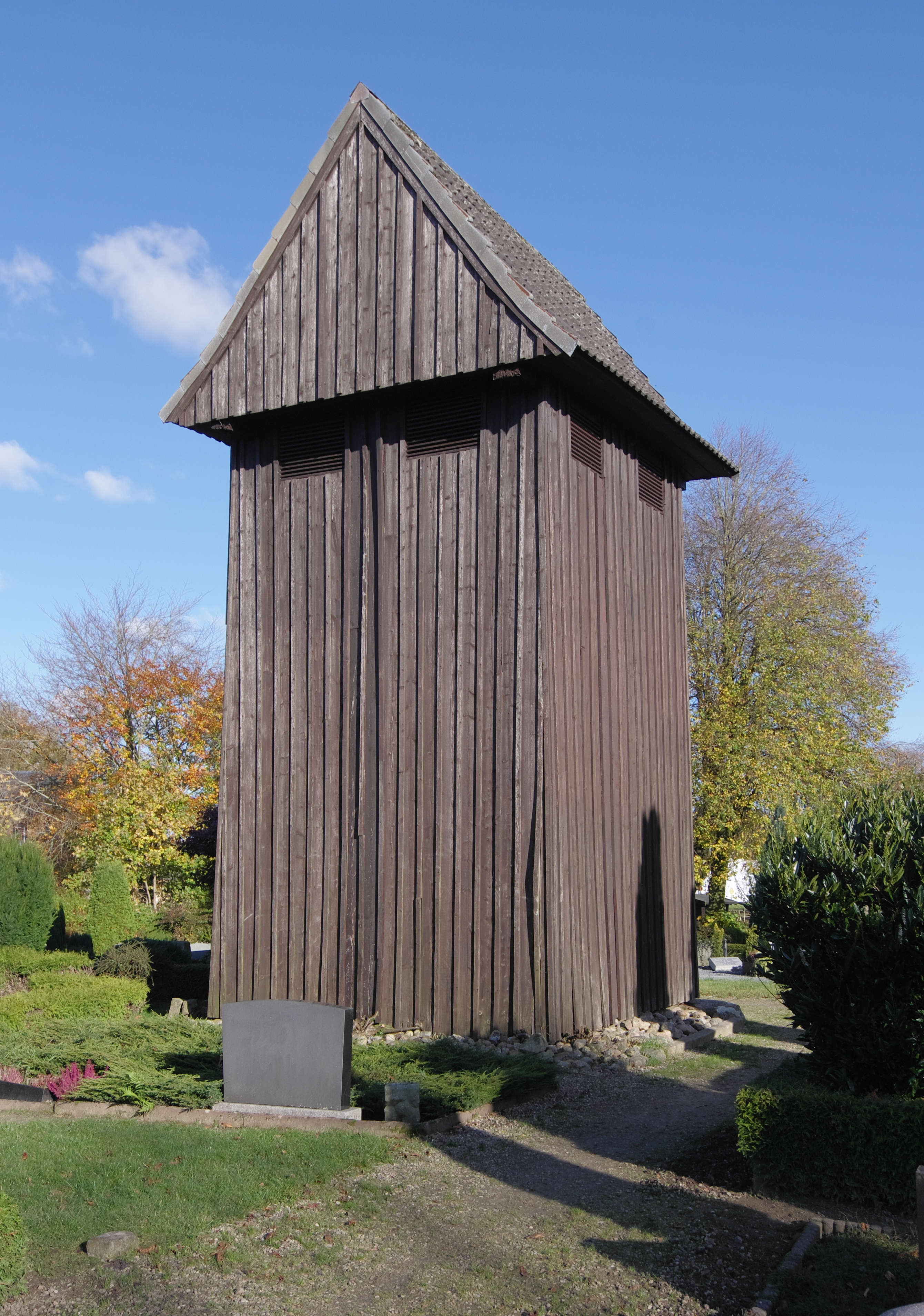
Der Glockenstapel steht einzeln nordwestlich der Kirche

Zur Kirche gehört ein freistehender hölzerner Glockenturm, ein sogenannter Glockenstapel. Er erhielt seine heutige Form mit dem in Angeln ungewöhnlichen Satteldachabschluss 1765 unter Benutzung des tragenden Gerüstes eines Vorgängers des 16. Jahrhunderts. Nach 1882 sind die beiden größeren Glocken (von 1623 bzw. 1767) verschwunden, seitdem besteht das Geläut aus zwei Gussstahlglocken des Bochumer Verein. Eine kleinere Messglocke musste im Verlauf des Zweiten Weltkrieges abgegeben werden. Auch der Glockenturm ist denkmalgeschützt.

## Gemeinde
Am 1. Oktober 2021 fusionierten die Kirchengemeinden Böklund, Brodersby-Kahleby-Moldenit, Nübel, Taarstedt, Struxdorf-Thumby, Tolk und Uelsby zur Kirchengemeinde Angeln-Süd.